# Marina Wallner
Marina Wallner (ur. 7 listopada 1994) – niemiecka narciarka alpejska, trzykrotna medalistka mistrzostw świata juniorów.

## Kariera
Po raz pierwszy na arenie międzynarodowej Marina Wallner pojawiła się 5 grudnia 2009 roku w Kühtai, gdzie w zawodach juniorskich zajęła dwunaste miejsce w slalomie. W 2013 roku wystartowała na mistrzostwach świata juniorów w Québecu, gdzie jej najlepszym wynikiem było 33. miejsce w zjeździe. Największe sukcesy w tej kategorii wiekowej osiągnęła podczas mistrzostw świata juniorów w Jasnej w 2014 roku. Najpierw zajęła trzecie miejsce w slalomie, przegrywając tylko z Petrą Vlhovą ze Słowacji i Szwedką Charlottą Säfvenberg. Następnie stanęła na najniższym stopniu podium w kombinacji, w której wyprzedziły ją jedynie Austriaczką Elisabeth Kappauer i Lisą Blomqvist ze Szwecji. Ponadto wspólnie z kolegami z reprezentacji wywalczyła brązowy medal w zawodach drużynowych.
W zawodach Pucharu Świata zadebiutowała 16 listopada 2013 roku w Levi, zajmując szesnaste miejsce w slalomie. Tym samym już w swoim debiucie wywalczyła pierwsze pucharowe punkty. W klasyfikacji generalnej sezonu 2013/2014 zajęła ostatecznie 93. miejsce. Nie startowała na mistrzostwach świata ani igrzyskach olimpijskich.

## Osiągnięcia

### Mistrzostwa świata juniorów
| Miejsce | Dzień     | Rok  | Miejscowość | Konkurencja     | Czas biegu  | Strata  | Zwyciężczyni         |
| ------- | --------- | ---- | ----------- | --------------- | ----------- | ------- | -------------------- |
| DNF1    | 21 lutego | 2013 | Québec      | Slalom          | 1:52,10 min | -       | Magdalena Fjällström |
| 39.     | 22 lutego | 2013 | Québec      | Gigant          | 2:22,23 min | +5,82 s | Lisa-Maria Zeller    |
| DNF     | 24 lutego | 2013 | Québec      | Supergigant     | 1:00,89 min | -       | Stephanie Venier     |
| 33.     | 26 lutego | 2013 | Québec      | Zjazd           | 1:11,18 min | +2,45 s | Jennifer Piot        |
| DNS1    | 27 lutego | 2014 | Jasná       | Gigant          | 1:52,86 min | -       | Marta Bassino        |
| 3.      | 28 lutego | 2014 | Jasná       | Slalom          | 1:36,09 min | +0,59 s | Petra Vlhová         |
| 3.      | 2 marca   | 2014 | Jasná       | Drużynowo       | ?           | ?       | Szwecja              |
| 9.      | 3 marca   | 2014 | Jasná       | Supergigant     | 1:14,71 min | +1,23 s | Corinne Suter        |
| 3.      | 3 marca   | 2014 | Jasná       | Superkombinacja | 2:11,34 min | +0,04 s | Elisabeth Kappauer   |
| 10.     | 5 marca   | 2014 | Jasná       | Zjazd           | 1:24,19 min | +1,94 s | Corinne Suter        |

### Puchar Świata

#### Miejsca w klasyfikacji generalnej
- sezon 2013/2014: 93.

#### Miejsca na podium w zawodach
Wallner nie stawała na podium zawodów PŚ.